# Storia della Namibia
La storia della Namibia è in gran parte una storia coloniale. La Namibia come Stato indipendente esiste soltanto dal 1990; precedentemente, la zona fu prima colonia tedesca (col nome di Africa Tedesca del Sud-Ovest) e poi (col nome di Africa del Sud-Ovest, e con diverse formulazioni ufficiali) controllata dall'Impero britannico tramite il Sudafrica.

## Dall'antichità al XIX secolo
Si ritiene che il primo popolo ad abitare quella che oggi si chiama Namibia fosse il popolo San (noti anche come "boscimani"). In tempi successivi giunsero nella regione i popoli Nama (o Namaqua) e i Damara. Ancora successivamente (intorno al XIV secolo) giunsero nella zona popoli di origine bantu, gli Ovambo e gli Herero.

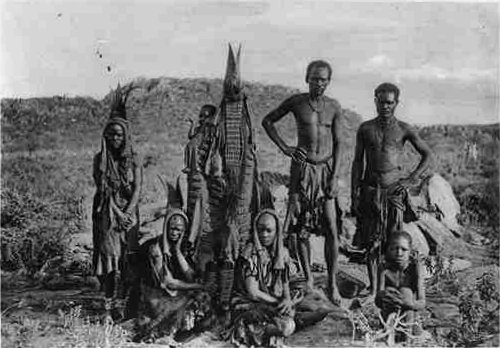
Un gruppo di Herero, anni 1910

Il deserto del Namib costituì un ostacolo notevole all'esplorazione ed espansione europea della zona. I primi viaggiatori, commercianti e cacciatori del vecchio continente raggiunsero le coste della Namibia nel XVI secolo. Si trattava soprattutto di portoghesi, che, nei due secoli successivi, furono gradualmente sostituiti da olandesi. Nel 1878 il Regno Unito prese possesso della zona di Walvis Bay, annettendola alla Colonia del Capo, allo scopo di arginare le ambizioni tedesche sull'area e assicurarsi un punto di scalo strategico.
Nel 1883, il mercante tedesco Adolf Lüderitz acquistò da un sovrano locale una porzione di territorio nella zona di Angra Pequena (la città di Lüderitz e la costa ad essa adiacente sono così chiamate in suo onore). Il 24 aprile 1884, egli pose l'area sotto la protezione dell'Impero tedesco per prevenire un'eventuale invasione britannica.

## L'Africa tedesca del Sud-Ovest

### Nascita della colonia

La bandiera dell'Africa Tedesca del Sud-Ovest

Il 24 aprile 1884, il cancelliere tedesco Bismarck dichiarò "colonia tedesca" un'area corrispondente a gran parte della Namibia moderna, eccetto l'enclave britannica di Walvis Bay. La colonia, che aveva inizialmente un'estensione di 885.100 km², fu battezzata Africa Tedesca del Sud-Ovest (Deutsch-Südwestafrika). Sul suo territorio la bandiera tedesca fu issata il 7 agosto 1884, tre mesi prima l'inizio della Conferenza di Berlino.
In ottobre il neo-nominato commissario per l'Africa occidentale, Gustav Nachtigal, giunse ad Angra Pequeña a bordo della SMS Möwe. Nell'aprile del 1885 fu fondata la Deutsche Kolonialgesellschaft für Südwest-Afrika, la quale presto acquistò i beni delle ormai fallite aziende di Lüderitz (annegato nel 1886 mentre prendeva parte ad una spedizione sul fiume Orange). Nel maggio dello stesso anno Ernst Heinrich Göring fu nominato Commissario e stabilì il suo governo a Otjimbingwe. Nel 1888 arrivò il primo gruppo di Schutztruppe ("Forza di protezione") per proteggere la base di Otjimbingwe; il distaccamento era formato da 2 ufficiali, 5 sottufficiali e 20 soldati neri.
La colonia si espanse nel 1890 mediante l'acquisizione del Dito di Caprivi, nel nord-est, che prometteva nuove rotte commerciali. Questo territorio fu acquisito grazie al trattato di Helgoland-Zanzibar tra il Regno Unito e la Germania.
L'Africa Tedesca del Sud-Ovest fu l'unica colonia dove i tedeschi si stabilirono in gran numero. I coloni erano attratti dalle opportunità economiche offerte dall'estrazione dei diamanti e del rame, ma specialmente dalla coltivazione della terra. Nel 1902, la colonia aveva 200.000 abitanti, di cui 2.595 tedeschi, 1.354 Afrikaner e 452 inglesi. Negli anni seguenti, sino al 1914, arrivarono altri 9.000 coloni tedeschi. Nello stesso periodo, le popolazioni autoctone comprendevano circa 80.000 Herero, 60.000 Ovambo e 10.000 Nama, a cui ci si riferiva genericamente col nome di Ottentotti.

### Le rivolte delle popolazioni indigene
Il potere coloniale tedesco sulla Namibia fu consolidato con la forza e con "trattati di protezione" imposti alla popolazione locale. Attraverso questi mezzi, i coloni europei si appropriarono rapidamente del bestiame e della terra coltivabile. La popolazione non bianca non aveva, per contro, nessuna protezione legale da parte delle autorità. Questo stato di cose contribuì a creare una situazione di tensione che sfociò, a cavallo fra il XIX e il XX secolo, in una serie di scontri fra le popolazioni indigene e l'esercito coloniale.
La prima rivolta ottentotta ebbe luogo fra il 1893 ed il 1894; a insorgere furono i Nama, guidati da Hendrik Witbooi. Negli anni successivi altri gruppi seguirono l'esempio dei Nama; particolarmente cruenta fu la rivolta degli Herero nel 1904. Furono attaccate fattorie isolate e vennero uccisi circa 150 coloni tedeschi. Le Schutztruppe, che contavano meno di 800 soldati e pochi ausiliari, ebbero inizialmente notevoli difficoltà a contenere gli insorti. Gli herero arrivarono persino ad assediare le città di Okahandja e Windhoek e a distruggere il ponte ferroviario verso Osona. Sempre nel 1904, anche i Nama tornarono a sollevarsi, guidati da Hendrik Witbooi e Jakob Morenga (detto "il Napoleone nero").

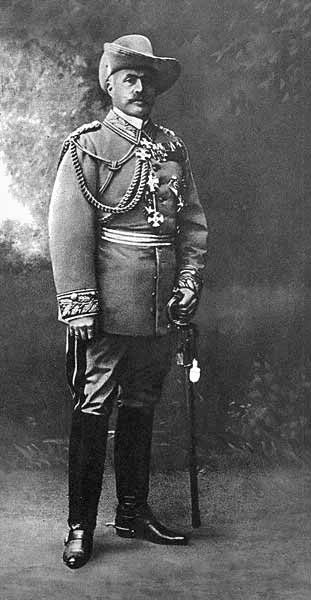
Ritratto del generale tedesco Lothar von Trotha, ca. 1905.

Di fronte a questa situazione di crisi, il Kaiser inviò un contingente militare guidato dal generale Lothar von Trotha, dandogli l'incarico di stroncare la ribellione senza pietà, al fine di dare una "punizione esemplare" agli insorti. Le forze tedesche ebbero la meglio nella battaglia di Waterberg e, tenendo fede al proprio compito, von Trotha diede inizio a quello che viene spesso indicato come, insieme a quello dei boeri da parte degli inglesi, il primo genocidio del XX secolo. Gli herero dovettero ritirarsi nell'arida Omaheke-Steppe (nella parte occidentale del deserto del Kalahari); i soldati tedeschi ebbero l'ordine di avvelenare le sorgenti d'acqua e di sparare a vista a qualsiasi Herero, anche disarmato. Alla fine della repressione, che si concluse intorno al 1908, i tedeschi avevano ucciso 40.000 Herero (il 75% della popolazione Herero complessiva), circa il 50% dei Nama, e un numero imprecisato di San, subendo un numero di perdite inferiore a 2000 uomini.
Le guerre portarono il Paese a un regime ancora più duro, in cui il "lavoro forzato" dei neri era praticamente indistinguibile da una condizione di schiavitù, con una netta e invalicabile stratificazione della società su base razziale.

### La fine del colonialismo tedesco
All'inizio della prima guerra mondiale, le truppe britanniche e sudafricane aprirono per prime le ostilità; il 13 settembre 1914 assaltarono la stazione di polizia di Ramansdrift. I coloni tedeschi furono trasportati in campi di concentramento vicino a Pretoria e in seguito trasferiti a Pietermaritzburg. A causa della schiacciante superiorità delle truppe britanniche (appoggiate anche dagli Herero sopravvissuti) le Schutztruppen tedesche (insieme a gruppi di volontari boeri che le sostenevano) cedettero rapidamente. Il 9 luglio 1915, Victor Franke, l'ultimo comandante delle Schutztruppen, capitolò vicino a Khorab. Con questa sconfitta terminava il lungo periodo di dominazione tedesca sulla Namibia, periodo di cui la Namibia moderna conserva molte tracce, dai numerosi toponimi in lingua tedesca a una presenza di circa 20.000 discendenti dei coloni.

## L'Africa del Sud-Ovest

### Inizio del controllo sudafricano
Con l'allontanamento dei tedeschi, la regione prese il nome di "Africa del Sud-Ovest" o, come in alcuni atlanti, "Africa britannica del Sud-Ovest". Nell'ambito dell'Impero britannico il Regno Unito amministrò l'Africa del Sud-Ovest (da un punto di vista sia economico che legislativo) tramite il governo dell'Unione Sudafricana; questo incarico fu ratificato prima nel trattato di Versailles e poi, il 17 dicembre 1920, da un mandato della neonata Lega delle Nazioni. Il mandato della Lega chiedeva che il governo sudafricano si impegnasse per il progresso del benessere morale, sociale ed economico delle popolazioni locali. Il Sudafrica mantenne però come enclave, sotto il proprio controllo diretto, la zona di Walvis Bay.
Dopo la seconda guerra mondiale, quando la Lega delle Nazioni venne soppressa in favore della nuova organizzazione delle Nazioni Unite, l'Unione Sudafricana rifiutò di rinunciare al proprio mandato e di accettare che esso fosse sostituito dall'amministrazione fiduciaria delle Nazioni Unite (accordo che prevedeva l'applicazione di meccanismi di controllo internazionali dell'operato sudafricano nell'Africa del Sud-Ovest). Sebbene la cosa non fosse mai ufficializzata, il governo sudafricano iniziò ad amministrare l'Africa del Sud-Ovest come una "quinta provincia" sudafricana; in particolare, esponenti della minoranza bianca dell'Africa del Sud-Ovest ebbero accesso al Parlamento del Sudafrica.

### Prime pressioni internazionali per l'indipendenza
Nel 1961 il Sudafrica (e di conseguenza anche l'Africa del Sud-Ovest), divenuto repubblica, ottenne la piena indipendenza dal Regno Unito in un decennio, gli anni sessanta, in cui le potenze europee portarono a termine un processo di affrancamento delle loro colonie africane. In questo contesto, la pressione internazionale contro l'"occupazione" sudafricana dell'Africa del Sud-Ovest iniziò a crescere. Nel 1966, Etiopia e Liberia protestarono in merito presso la Corte internazionale di giustizia; poco tempo dopo, l'Assemblea generale delle Nazioni Unite revocò al Sudafrica il mandato per l'amministrazione della zona (sebbene il mandato stesso non fosse mai stato accettato dal Sudafrica). Un'ulteriore pressione simbolica e politica dall'ONU al Sudafrica venne nel 1968: le Nazioni Unite ribattezzarono infatti formalmente "Namibia" l'Africa del Sud-Ovest.
Nel frattempo, a partire dal 1966, l'organizzazione indipendentista di ispirazione marxista SWAPO (South-West Africa People's Organisation) diede inizio a un'azione di guerriglia, con ripetute incursioni lanciate dalle sue basi in Zambia. Quando l'Angola divenne indipendente (nel 1975), la SWAPO (appoggiata dal governo dell'Angola, di analoga ispirazione politica) stabilì nuove basi in questo Paese, intensificando gli attacchi contro le forze sudafricane, specialmente nella cosiddetta Ovamboland (la regione che, secondo la politica dell'apartheid sudafricana, era stata riservata alla popolazione Ovambo). Gli scontri fra la SWAPO e l'esercito sudafricano, che si sarebbero protratti fino all'indipendenza della Namibia circa vent'anni dopo, sono ricordati col nome di guerra d'indipendenza della Namibia.
Nel 1971, la Corte internazionale di giustizia stabilì l'autorità delle Nazioni Unite sulla Namibia (che per la prima volta acquisiva questo nome), dichiarando di conseguenza illegale l'occupazione sudafricana. Le Nazioni Unite chiesero a tutti gli stati membri di rifiutarsi di riconoscere in alcun modo l'autorità sudafricana sulla zona.
Nel 1977, alcuni membri del Consiglio di sicurezza delle Nazioni Unite tra cui Canada, Francia, Germania Ovest, Regno Unito e Stati Uniti (il cosiddetto Gruppo di contatto occidentale) diedero vita a una iniziativa diplomatica volta a ottenere l'indipendenza della Namibia attraverso un processo che potesse risultare accettabile alla comunità internazionale. La risoluzione 435 del Consiglio di sicurezza delle Nazioni Unite, presentata nell'aprile del 1978, pose il problema sul tavolo, dando inizio a una serie di negoziati che coinvolsero Sudafrica, Angola, Botswana, Mozambico, Tanzania, Zambia, Zimbabwe, la SWAPO, le Nazioni Unite e il Gruppo di contatto occidentale. In questo contesto vennero richieste elezioni libere in Namibia sotto la supervisione delle Nazioni Unite, la cessazione delle ostilità da tutte le parti, e vennero poste restrizioni sull'attività delle forze militari, paramilitari e di polizia sia del Sudafrica che della Namibia.
Il Sudafrica acconsentì a cooperare al raggiungimento degli obiettivi della risoluzione 435. Tuttavia, nel dicembre del 1978, lo stesso governo sudafricano decise unilateralmente di indire le elezioni in Namibia senza la supervisione delle Nazioni Unite. Le elezioni furono boicottate dalla SWAPO e da alcuni altri partiti politici. Da quel momento, il Sudafrica riprese ad amministrare la Namibia attraverso la coalizione politica che aveva vinto le elezioni.

### I negoziati e la guerra fredda
Tra il 1966 e il 1988 furono nominati complessivamente sette commissari delle Nazioni Unite per la Namibia, regolarmente disconosciuti dal Sudafrica. Nel 1982, il quinto commissario ONU per la Namibia, Martti Ahtisaari, ebbe un ruolo chiave nel riconoscimento dei principi costituzionali da parte degli Stati confinanti, dello SWAPO, e del Gruppo di contatto occidentale. Questo accordo creò il quadro per la costituzione democratica della Namibia.
Per tutto questo periodo di trattative, la situazione della Namibia divenne uno degli elementi di un processo di creazione di equilibri politici nell'Africa meridionale che contrapponeva Stati Uniti e Unione Sovietica. Il ruolo del governo degli Stati Uniti come mediatore nei confronti del Sudafrica fu importante e controverso. La politica americana era infatti tesa, almeno in parte, a contenere l'influenza sovietica e cubana in Angola. Coerentemente, pur dichiarando formalmente il proprio "impegno costruttivo" rispetto alla causa dell'indipendenza della Namibia, gli Stati Uniti non avevano interesse ad accelerare i tempi, e viceversa tendevano a mantenere forte l'influenza sudafricana sulla zona; contemporaneamente, e insieme al governo sudafricano, facevano pressioni sull'Angola e supportavano l'UNITA, il movimento di opposizione al governo marxista del paese.
Nonostante questi elementi contribuissero allo stallo della situazione, le Nazioni Unite nominarono nel 1987 un settimo vommissario per la Namibia, Bernt Carlsson, dandogli il mandato di amministrare il Paese, formularne la struttura costituzionale e indire libere elezioni non appena il controllo sudafricano fosse terminato, evento che si supponeva essere prossimo.
Nel maggio 1988, una squadra di mediazione statunitense guidata dal segretario di Stato per gli affari africani Chester A. Crocker indisse una riunione tra i negoziatori dell'Angola, di Cuba e del Sudafrica (con osservatori sovietici) a Londra. In quel contesto vennero stipulati una serie di accordi che prevedevano, tra l'altro, il ritiro delle truppe cubane in Angola. Il 22 dicembre dello stesso anno il Sudafrica si impegnò a cedere il controllo della Namibia entro un breve periodo, e il 1º aprile 1989 un amministratore sudafricano di nome Louis Pienaar iniziò a mettere in atto la transizione del Paese verso l'indipendenza. Martti Ahtisaari si recò a Windhoek come osservatore ONU delle operazioni.

## L'indipendenza e la nascita della Namibia moderna
L'inizio della transizione fu piuttosto tormentato. Sebbene il presidente della SWAPO, Sam Nujoma, avesse assicurato il cessate il fuoco e avesse garantito che i namibiani in Angola sarebbero rientrati in patria disarmati, fu riferito che circa 2000 miliziani della People's Liberation Army of Namibia (PLAN) (il braccio armato della SWAPO) erano rientrati in armi e avevano stabilito una presenza militare nella Namibia del nord. Su consiglio di Margaret Thatcher, Martti Ahtisaari autorizzò l'intervento di un contingente sudafricano in appoggio alla polizia dell'Africa del Sud-Ovest. Seguirono combattimenti molto accesi in cui circa 375 combattenti della PLAN furono uccisi.
Negli ultimi mesi del 1989, il Consiglio di sicurezza delle Nazioni Unite chiese al governo di Pretoria lo scioglimento di una forza paramilitare nota come Koevoet, che era equipaggiata con mezzi e armi pesanti e controllava diverse zone del nord della Namibia. Poiché il Koevoet era stato formato dopo la Risoluzione 435, la Risoluzione stessa non poteva fare menzione di questa particolare forza militare, e vi furono alcune controversie sul fatto che si potesse o dovesse dedurre la necessità di scioglierla durante il processo di indipendenza del paese. Gran parte della Koevoet fu alla fine smobilitata fra il 28 settembre e il 30 ottobre 1989.
Il periodo successivo fu relativamente tranquillo. Fu concessa l'amnistia ai prigionieri politici, furono abolite le leggi discriminatorie, il Sudafrica ritirò l'intero contingente militare e di polizia ancora dislocato in Namibia, e 42000 profughi rientrarono nel paese volontariamente. Nelle elezioni che seguirono, nel novembre 1989, votò il 98% degli aventi diritto. Le elezioni furono certificate come libere ed eque dai rappresentanti ONU. La SWAPO ottenne il 57%, ottenendo la maggioranza ma senza raggiungere la soglia dei 2/3 che le avrebbe consentito di modificare l'apparato costituzionale formulato da Louis Pienaar. L'Assemblea Costituente si riunì il 21 novembre e decise all'unanimità di adottare i Principi Costituzionali del 1982 come Costituzione della Namibia.
Il 21 marzo del 1990 la Namibia fu ufficialmente proclamata indipendente, e Sam Nujoma della SWAPO ne divenne il primo Presidente.
Il 1º marzo 1994 anche l'enclave di Walvis Bay e le isole dei Pinguini, che erano rimaste in possesso sudafricano, vennero cedute alla Namibia.